# إسحاق ألفا
إسحاق ألفا (بالإنجليزية: Isaac Alfa)‏ هو سياسي نيجيري، ولد في 15 سبتمبر 1950 في نيجيريا. حزبياً، نشط في حزب الشعب الديمقراطي. وقد انتخب عضو مجلس الشيوخ في نيجيريا.